# Simulium incanum
Simulium incanum är en tvåvingeart som först beskrevs av Friedrich Hermann Loew 1840.  Simulium incanum ingår i släktet Simulium och familjen knott.
Artens utbredningsområde är Polen. Inga underarter finns listade i Catalogue of Life.